# Épineuil-le-Fleuriel
Épineuil-le-Fleuriel é uma comuna francesa na região administrativa do Centro, no departamento Cher. Estende-se por uma área de 43,45 km². Em 2010 a comuna tinha 446 habitantes (densidade: 10,3 hab./km²).